# Latschätzkopf
Latschätzkopf är en bergstopp i Österrike.   Den ligger i distriktet Bludenz och förbundslandet Vorarlberg, i den västra delen av landet, 500 km väster om huvudstaden Wien. Toppen på Latschätzkopf är 2 219 meter över havet, eller 51 meter över den omgivande terrängen. Bredden vid basen är 0,16 km.
Terrängen runt Latschätzkopf är bergig åt nordväst, men åt sydost är den kuperad. Närmaste större samhälle är Bludenz, 10,9 km norr om Latschätzkopf. 
Trakten runt Latschätzkopf består i huvudsak av gräsmarker. Runt Latschätzkopf är det ganska glesbefolkat, med 47 invånare per kvadratkilometer.